# Gislebert de Roucy
Gislebert de Roucy, mort entre 991 et 1000, fils de Renaud, comte de Roucy et de Reims, et d'Albérade de Lotharingie, fut comte de Roucy de 967 à sa mort et vicomte de Reims.
Il était probablement encore enfant à la mort de son père. Des différents honneurs de ce dernier, il ne reçut que le comté de Roucy, le comté de Reims étant confié à Herbert le Vieux. Plus tard, Eudes Ier, comte de Blois et successeur d'Herbert confiera la vicomté de Reims à Gislebert.
En 987, à la mort du roi Louis V, Gislebert semble s'être rallié sans difficulté à Hugues Capet, mais il accepta cependant de prêter un serment d'allégeance en 990 à Charles de Lorraine, quand ce dernier fit valoir ses droits au trône.
Il est mort un 19 avril entre 991 et 1000, peut-être en 997, et inhumé dans l'abbaye de Saint-Remi de Reims.

## Mariage et enfants
Aucun document contemporain ne mentionne d'épouse ou des enfants pour Giselbert. Son successeur à Roucy est le comte Ebles Ier. On a longtemps pensé qu'Ebles Ier était fils de Giselbert et, pour expliquer l'apparition du prénom Ebles dans la maison de Roucy, d'une fille du duc d'Aquitaine, Guillaume III Tête d'Etoupe.
Selon cette hypothèse, et connaissant les noms des frères et sœur d'Ebles, Giselbert et cette princesse d'Aquitaine seraient les parents de :
- Ebles Ier de Roucy († 11 mai 1033), comte de Roucy et archevêque de Reims (1021-1033) ;
- Eudes (Odo) de Roucy, dit le Fort († 27 août, après 1021)[3], seigneur de Rumigny ;
- Liétaud de Marle, ou Létard, Létald[4] ;
- Judith qui épousa Manassès II de Rethel, comte de Rethel.

Mais une étude de 2000, s'appuyant sur des données onomastiques (les prénoms de Lietaud et d'Eudes non expliqués par la thèse classique) et patrimoniaux (les terres de Rumigny et de Marle, possédées précédemment par les comtes de Blois) penche pour une autre thèse : Ebles Ier de Roucy serait fils d'Ebles de Poitiers (lui-même fils de Guillaume IV d'Aquitaine et d'Emma de Blois) et d'une fille d'Aubry II, comte de Mâcon, et d'Ermentrude de Roucy, sœur de Giselbert de Roucy.